# Drysice
Drysice är en ort i Tjeckien.   Den ligger i regionen Södra Mähren, i den östra delen av landet, 210 km öster om huvudstaden Prag. Drysice ligger 271 meter över havet och antalet invånare är 505.
Terrängen runt Drysice är platt åt sydost, men åt nordväst är den kuperad. Runt Drysice är det ganska glesbefolkat, med 43 invånare per kvadratkilometer. Närmaste större samhälle är Prostějov, 15,7 km norr om Drysice. Trakten runt Drysice består till största delen av jordbruksmark.